# Hacride
Hacride es una banda francesa de heavy metal formada en Poitiers en 2001 por el bajista Benoist Danneville, el guitarrista Adrien Grousset, el vocalista Samuel Bourreau y el batería Olivier Laffond. Su sonido ha evolucionado desde el death metal técnico a un sonido más cercano al metal progresivo y al avant garde metal. 
Publicaron su primera demo, Cyanide Echoes, en 2003, y su primer álbum de estudio, Deviant Current Signal, en 2005 a través de Listenable Records. Posteriormente lanzaron dos discos más: Amoeba (2007) y Lazarus (2009).

## Miembros
- Samuel Bourreau - voz
- Adrien Grousset - guitarra
- Benoist Danneville - bajo
- Olivier Laffond - batería

## Discografía
- 2003: Cyanide Echoes (EP)
- 2005: Deviant Current Signal
- 2007: Amoeba
- 2009: Lazarus
- 2013: Back to Where You´ve Never Been